# ویلیام کلی
ویلیام کلی (به انگلیسی: William Kelly) سناتور سابق عضو حزب دموکرات-جمهوری‌خواه بود. وی در سال ۱۸۲۲ تا ۱۸۲۵ میلادی سناتور ایالت آلاباما در سنای ایالات متحده آمریکا بود.